# 教皇新堡 (葡萄酒产区)

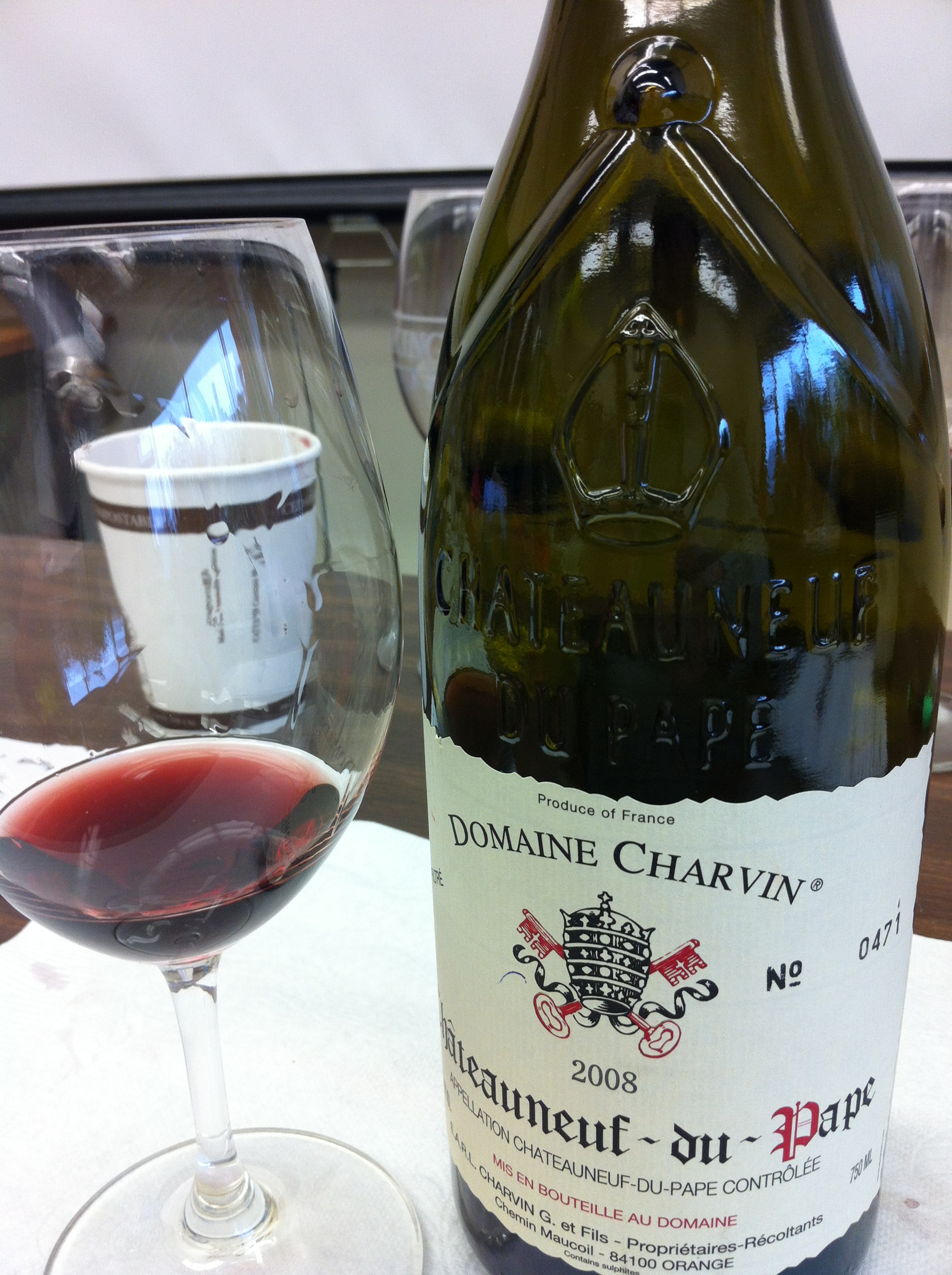
教皇新堡红葡萄酒

教皇新堡（法語：Châteauneuf-du-Pape）是位于法国罗纳河谷南部教皇新堡的葡萄酒法定产区。此地葡葡园面积3200公顷，葡萄酒年产量1100余万升。
教皇新堡同时出产红葡萄酒与白葡萄酒，其中主要为红葡萄酒。传统上，教皇新堡出产的葡萄酒由13种葡萄混合酿成。2009年版原产地命名控制规定，教皇新堡葡萄酒允许使用18种葡萄，分别为：
- 红葡萄品种：神索、古诺瓦兹、黑歌海娜、慕合怀特、蜜思卡丹、黑匹格普勒、西拉、黑德瑞、瓦卡瑞斯
- 白/粉葡萄品种：布布兰克、白克莱雷、白歌海娜、粉克莱雷、灰歌海娜、皮卡丹、白匹格普勒、灰匹格普勒、瑚珊